# Occupation allemande de la Belgique pendant la Seconde Guerre mondiale
Ne doit pas être confondu avec Occupation allemande de la Belgique pendant la Première Guerre mondiale.

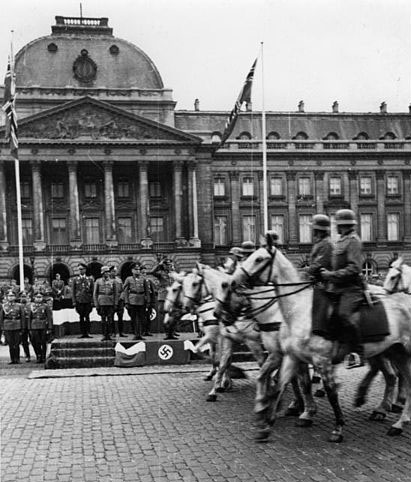
Parade de cavaliers allemands devant le Palais royal à Bruxelles, peu après l'invasion (mai 1940).

L’occupation allemande de la Belgique pendant la Seconde Guerre mondiale (néerlandais : Duitse bezetting) a débuté le 28 mai 1940 quand l'armée belge a déposé les armes face aux forces allemandes et jusqu'à la libération par les Alliés de la Seconde Guerre mondiale entre septembre 1944 et février 1945. Il s'agit de la deuxième occupation de la Belgique par l'Allemagne en trente ans.
Après la réussite de l'invasion, une administration militaire fut établie en Belgique, mettant le territoire sous le contrôle direct de la Wehrmacht. Des milliers de soldats belges furent faits prisonniers de guerre et beaucoup ne furent pas libérés avant 1945. L'administration allemande avait pour tâche de combiner deux objectifs concurrents : maintenir l'ordre tout en extrayant les minéraux du territoire afin de soutenir l'effort de guerre. L'administration était assistée par le service public belge, qui estimait qu'une coopération limitée avec l'occupant réduirait les dommages aux intérêts belges. Les partis fascistes belges en Flandre et en Wallonie, établis avant la guerre, collaborèrent plus activement avec les occupants en aidant à recruter des Belges pour l'armée allemande et occupèrent même le pouvoir vers la fin de l'occupation. La nourriture et le pétrole étaient fortement rationnés et toutes les nouvelles officielles étaient censurées. Les civils belges vivant près des cibles potentielles, comme les croisements de voies ferrées, vivaient sous le danger des bombardements aériens alliés.
À partir de 1942, l'occupation devint plus répressive. Les Juifs subirent des persécutions systématiques et étaient déportés dans des camps de concentration alors que des mesures étaient prises contre une opposition politique potentielle. En dépit de fortes protestations, les Allemands déportèrent des civils belges afin qu'ils travaillent dans des usines en Allemagne. Parallèlement, la résistance intérieure belge, formée en 1940, prit de l'ampleur. Dès 1944, les SS et le parti Nazi gagnèrent plus de contrôle en Belgique, notamment après que le gouvernement militaire soit remplacé en juillet par une administration civile nazie, le Reichskommissariat Belgien-Nordfrankreich. En septembre 1944, les forces alliées arrivèrent en Belgique et traversèrent rapidement le pays. En décembre, le territoire fut incorporé de jure dans le Reich allemand bien que les dirigeants collaborationnistes étaient en exil en Allemagne et que le contrôle allemand sur la région était devenu virtuellement inexistant. La Belgique fut considérée comme pleinement libérée en février 1945. Au total, 40 690 Belges, dont la moitié étaient juifs, ont été tués durant l'occupation et le produit intérieur brut du pays avait diminué de 8 % par rapport à son niveau d'avant-guerre.

## Contexte
L'Allemagne lance son offensive générale sur l'Ouest le 10 mai 1940, mettant ainsi fin à la drôle de guerre. En dépit de sa neutralité, les Allemands envahissent la Belgique. Les forces belges sont rapidement vaincues et celles-ci capitulent le 28 mai. La Belgique est dès lors placée sous l'administration directe des forces d'occupation allemande tandis que le gouvernement belge exilé en Angleterre décide de poursuivre la guerre.

## Administration

### Fonctionnement

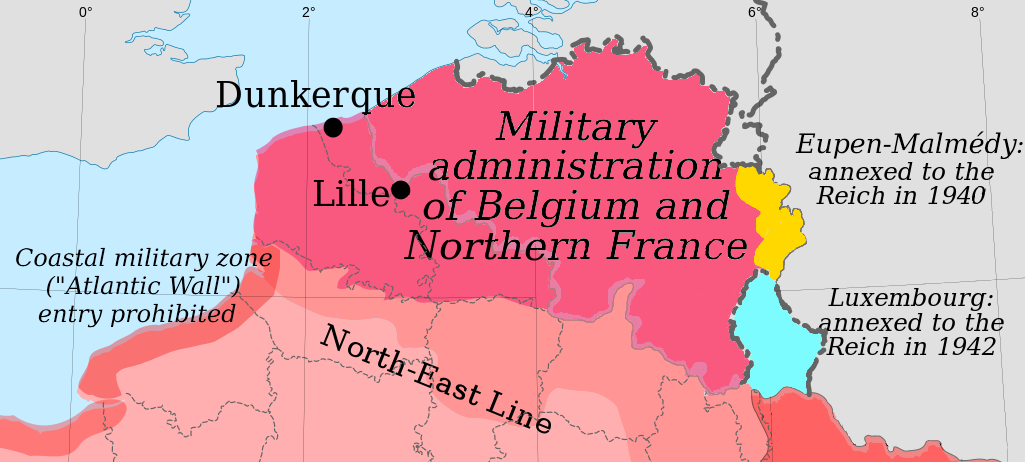
Territoire de l'administration militaire 1940.

Peu après la reddition de l'armée belge, l'Administration militaire de la Belgique et du Nord de la France fut établie sur la Belgique et les deux départements français du Nord et du Pas-de-Calais. L'administration fut basée à Bruxelles. L'Allemagne nazie annexa les cantons de l'Est une région germanophone de la Belgique qui lui a été donnée par le traité de Versailles de 1919. Le gouvernement militaire était placé sous le commandement du général Alexander von Falkenhausen, un aristocrate et soldat de carrière. Sous son commandement, l'administration allemande avait deux unités militaires à sa disposition : la Feldgendarmerie (qui faisait partie de la Wehrmacht) et la Gestapo (qui faisait partie des SS). Le département du gouvernement qui traitait des affaires civiles, le Militärverwaltungsstab, commandé par le SS-Gruppenführer Eggert Reeder, était chargé des questions économiques, sociales et politiques du territoire.
Avant de quitter le pays en 1940, le gouvernement belge avait installé un ensemble de hauts fonctionnaires, le Comité des secrétaires-généraux, pour administrer le territoire en l'absence de ministres élus. Les Allemands retinrent le Comité durant l'occupation : il était responsable de la mise en œuvre des exigences faites par l'administration militaire. Le Comité espérait remplacer les Allemands dans la gestion des affaires quotidiennes du territoire, permettant ainsi au territoire de maintenir un certain degré d'autonomie. Le Comité espérait également empêcher la mise en œuvre de politiques allemandes radicales, telles que le travail forcé et la déportation. En pratique, le Comité a eu peu d'effet et ne put que mettre en œuvre les politiques demandées par l'Allemagne, ce que, à défaut du Comité, l'administration militaire aurait fait par la force.
En juillet 1944, l'administration militaire fut remplacée par un gouvernement civil (Zivilverwaltung), mené par Josef Grohé. Le territoire était divisé en Reichsgaue, augmentant considérablement le pouvoir du parti Nazi et des SS sur le territoire. En 1944, les Allemands furent progressivement forcés de partager le pouvoir et l'administration quotidienne fut peu à peu déléguée aux autorités publiques et organisations belges.

### Politiques allemandes

#### Persécution des Juifs
À partir de l'été 1942, la Solution finale est mise en œuvre en Belgique. Pour ne pas braquer l'opinion publique, les Allemands ne s'en prennent habilement qu'aux seuls Juifs étrangers, et exemptent, provisoirement, les Juifs belges de la déportation. Or plus de 90 % des 70 000 Juifs présents en Belgique en 1940 sont des immigrés. Recevant directement leurs ordres d'Heinrich Himmler, Ernst Ehlers et Kurt Asche organiseront la déportation en Belgique et pour le Nord de la France alors rattaché à leur juridiction.
Les ordres allemands sont relayés au sein de la communauté juive par le biais des représentants de la très controversée Association des Juifs en Belgique, dont ils ont imposé la création (décembre 1941). Les SS profitent aussi de la passivité des secrétaires généraux (chargés de l'administration, en l'absence des ministres partis à Londres), qui n’ont jamais protesté contre les déportations sauf à l'été 1943 lorsque les Allemands raflent et forment tardivement un convoi de Juifs belges (Convoi n° 22B du 20 septembre 1943). Ne disposant eux-mêmes que d'effectifs dérisoires, les Allemands ont besoin pour appliquer leur politique de l'aide des autorités belges. La ville d'Anvers accepte de distribuer les étoiles jaunes obligatoires et prête sa police aux rafles de l'été 1942. Inversement, le bourgmestre de Bruxelles, Jef Vandemeulebroek refuse fermement de collaborer à la persécution, ce qui entraîne son arrestation et sa déportation (dont il reviendra en 1945). Succédant à Vandemeulebroek, Jules Coelst devra, à son tour, s'effacer au moment où les dix-neuf communes de Bruxelles sont unifiées par le gouverneur allemand de la Belgique, Alexander von Falkenhausen, sous un bourgmestre collaborateur de l'ennemi, Jan Grauls. Les conséquences de la résistance bruxelloise à la déportation des juifs sont visibles par comparaison avec la situation dans d'autres villes: entre autres à Anvers, 65 % des Juifs de la métropole sont déportés, contre 37 % de ceux de Bruxelles.
En 28 convois, 24 916 Juifs de tous âges ont été déportés à Auschwitz-Birkenau depuis le camp de transit installé par les SS à Malines dans la caserne Dossin, l'antichambre de la mort. 15 766 victimes ont été gazées dès leur arrivée, dont les 5 000 enfants déportés, les vieillards, les invalides inaptes au travail forcé et une majorité de femmes. Les autres déportés, condamnés à la mort lente par l'enfer concentrationnaire, ont succombé au travail forcé, aux traitements inhumains, à la faim ou aux marches de la mort. À la fin du IIIe Reich en mai 1945, seuls 1203 déportés juifs de Belgique sont encore en vie, soit à peine 5 % de ceux qui sont partis.
En à peine deux ans, les Juifs de Belgique ont ainsi été exterminés à 44 %. Par ailleurs, le 15 janvier 1944, les nazis déportent depuis Malines 351 Tziganes de Belgique et du Nord-Pas-de-Calais français : 15 seulement reviennent d'Auschwitz-Birkenau. C'est ainsi 70 % de la communauté rom qui a été anéantie d'un seul coup.
De nombreux résistants juifs et de nombreuses familles belges se dévouèrent pour sauver des Juifs et notamment pour cacher des milliers d'enfants menacés de déportation et d'une mort certaine. À cette heure, la Belgique compte environ 1500 Justes parmi les Nations reconnus par l'Institut Yad Vashem.

## Population belge durant l'occupation

### Rationnement
Les vraies restrictions entrèrent en vigueur le 25 mai 1940. Les Belges pouvaient alors recevoir par jour 220 grammes de pain, 175 grammes de pommes de terre et 50 grammes de viande. Cela représente 1350 calories, au lieu des 2700 d’avant-guerre et des 2000 jugées nécessaires. Les Belges, privés de pain se rabattirent sur les pommes de terre. Cependant, celles-ci vinrent à manquer à cause, entre autres, des prélèvements organisés par l’occupant.
À cette époque, les gros problèmes alimentaires ne se faisaient pas trop sentir. En effet, les fruits et le sucre étaient encore abondants.
Pour pallier le besoin des plus démunis, le « Secours d’hiver » fut créé le 29 octobre 1940.
Après un certain temps, le rationnement devint un souci majeur… La pénurie se faisait sentir. Cette situation donna bien évidemment naissance à un marché parallèle où le Belge qui en avait les moyens pouvait trouver de quoi compléter des rations insuffisantes. Au marché noir, on pouvait trouver :
- de la viande à 100 ou 150 BEF le kg (35 BEF au cours officiel) ;
- du sucre à 50 BEF (7,90 BEF au cours officiel) ;
- du beurre à 120 BEF (41 BEF au cours officiel) ;
- un pain à 50 BEF (2,88 BEF au cours officiel) ;
- 1 kg de pommes de terre à 11 BEF (2,45 BEF au cours officiel).

Le salaire moyen de l’époque était de 2500 à 3000 BEF par mois.
Il y eut plusieurs sources à ce trafic : ceux qui avaient droit à des rations supplémentaires et qui les revendaient, les trafiquants qui copiaient ou dérobaient des tickets de rationnement, les entreprises qui offraient des primes en nature, etc. Les agriculteurs et les éleveurs furent également une cause importante du marché noir. Ceux-ci revendaient (à prix d’or) leur surplus de marchandises. Les promenades à la campagne devinrent donc régulières pour les citadins.
Les tickets étaient obtenus à la maison communale sur présentation de la carte d'identité ou d'autres documents d'identité. À chacun était alloué un code d'utilisateur qui le plaçait dans une des catégories prioritaires. Tout en haut de l'échelle on trouvait les femmes enceintes, tout au bas les invalides et les autres éléments jugés inutiles à la société. C'est ainsi que les juifs ne recevaient que la moitié des tickets d'alimentation et devaient survivre avec moins de 600 calories par jour. Cette politique discriminatoire avait pour but de forcer les catégories visées à recourir au marché noir et à se placer dans l'illégalité. Les bons citoyens étaient encouragés à dénoncer les fraudeurs.

### Culture
Les cinémas restèrent ouverts et chauffés durant l'Occupation. Ils furent employés par l'occupant pour diffuser des actualités et des « documentaires culturels » ainsi que des films de propagande. Les films britanniques furent interdits de diffusion en mai 1940, les films américains en août 1940, et les films français parfois diffusés après un doublage en allemand.

### Pratique du sport
La guerre n'empêcha pas la pratique de plusieurs sports, dont le football. Pour nombre de pratiquants cela permit d'évacuer la frustration de l'occupation du territoire et une manière de lutter contre la rigueur des circonstances.
Évidemment, les compétitions n'eurent pas les mêmes structures qu'en temps de paix, principalement à cause des difficultés liées aux déplacements limités et contrôlés par les Allemands. Nombre de clubs interrompirent leurs activités, faute de participants, d'autres disparurent. Dans le milieu du football, plusieurs fusions furent entérinées ou dans d'autres cas, des clubs ayant arrêté leurs activités au début du conflit furent reconstitués.
En football, la Fédération belge (URBSFA) n'organisa aucune compétition officielle avant 1941-1942. La saison 1939-1940 avait logiquement été arrêtée par le déclenchement des hostilités. Pour la suivante, des épreuves régionales furent mises sur pied. Un championnat de Division d'Honneur 1940-1941 eut lieu mais il resta officieux et son vainqueur (le Lierse) ne fut jamais sacré officiellement.
Certains sportifs employèrent leur statut « pour la bonne cause ». En cette période de rationnement, certaines équipes acceptèrent d'effectuer des déplacements (quand les nazis autorisaient ceux-ci) pour disputer des matches amicaux, en échange de vivres et/ou de marchandises.
À la fin de la Guerre, en 1945, l'URBSFA annula toutes les relégations subies pendant les trois « championnats de guerre » et recomposa ses séries dont certaines comptèrent jusqu'à 20 équipes. La situation fut régularisée sur les deux saisons suivantes.

## Résistance

### Renseignement
La résistance belge donne naissance à de nombreux réseaux de renseignements. Apparus dès 1940, Luc-Marc et Zéro sont les deux principaux, le second jouant un rôle important dans les liaisons avec Londres.
Certains réseaux sont animés par d'anciens agents de la Première Guerre mondiale. C'est principalement le cas de Walthère Dewé, qui crée le réseau Clarence, après avoir dirigé la Dame Blanche, le réseau de renseignements le plus efficace du Front Ouest durant la Grande Guerre.
Après la guerre, 18.716 personnes obtiendront le statut d'Agent de renseignement et d'action.

### Presse clandestine
La presse clandestine fut un moyen de résistance très important durant la guerre. On estime que 20 à 21 millions de journaux clandestins furent diffusés durant cette période. Sur ces 100 millions, 35 millions exprimaient les vues communistes, 3 millions les vues socialistes et deux millions les vues royalistes. Bien sûr, ces chiffres sont une estimation.
Les communistes furent les plus actifs, ils avaient comme points forts une expérience de la lutte clandestine et une volonté soutenue par l’espoir de mener une révolution communiste.
Parmi ceux-ci comme parmi les autres groupes de résistants, beaucoup furent arrêtés, la presse clandestine étant une activité difficile à cacher longtemps. Ainsi, sur 500 membres de cette presse, 30 perdirent la vie. En février 1944, une vague d'arrestations massives prive ainsi La Voix des Belges de la quasi-totalité de son état-major.
La presse catholique et conservatrice payera également un lourd tribut. 176 personnes œuvrant à la rédaction, l'impression ou la distribution de La Libre Belgique clandestine payèrent de leur vie leur contribution patriotique.

### Groupes de résistance armée
De nombreux groupes de résistants se formèrent à cette époque. Il est dit que chaque commune possédait un noyau de résistance. Certains n’y entrèrent pas par choix : lorsque les Russes entrèrent en guerre contre les Allemands, tout communiste devint un résistant pour l’occupant.
Les groupes de résistants s’occupaient le plus souvent de saboter des points stratégiques, comme des ponts, des pylônes électriques, etc. Ces actions, comme les meurtres de soldats allemands étaient sévèrement condamnés par l’occupant. Ainsi, des civils innocents ont parfois malheureusement fait les frais de cette guérilla.
Les résistants mettaient également en place des centres de communication clandestins, à partir desquels ils pouvaient contacter d’autres groupes et Londres.
Parmi les principaux groupes, on retrouve: le Groupe G, l'Armée secrète, le Front de l'indépendance, la Brigade blanche, le Mouvement National Belge, le Groupe zéro, les agents du Service de renseignement et d'action.

### Réseaux d'évasion
Dès 1941, il devient impérieux d'établir des filières d'évasion pour permettre aux pilotes alliés de regagner le Royaume-Uni, pour l'évacuation de résistants dont le devenir, sous la pression nazie, était incertain, pour mettre en sécurité des familles juives. Le Mouvement national belge fut l'un des premiers à se doter d'une telle filière. Il fusionnera par la suite avec le réseau Comète qui permettait de rallier Londres via la France, et l'Espagne.
On estime à 4297 le nombre de personnes ayant obtenu la Croix des évadés 1940-1945 entre 1944 et 1954. Il s'agit majoritairement d'évasions en vue de rejoindre les Alliés en Angleterre.

## Collaboration
En 1940, la guerre semble se terminer au profit de l’Allemagne. La plupart des notables belges appliquent une politique « du moindre mal ». Cependant, d’autres, qu’ils soient belgicistes ou nationalistes flamands, vont se rallier à l’occupant afin de mettre en place un régime fasciste et, évidemment, essayer d’en avoir les commandes. Les collaborateurs possédaient certains avantages, comme le droit de recevoir des rations supplémentaires de nourriture.
L’occupant possède deux alliés politiques en Belgique, Rex (dirigée par Léon Degrelle) en Wallonie et la Ligue nationale flamande (VNV) en Flandre. Ces partis ont également fourni des recrues aux Allemands. Ceux-ci proposaient aussi aux habitants de s’engager dans des forces armées sous contrôle allemand, comme, du côté francophone, la « Légion Wallonie » ou les « Gardes wallonnes ».
Lors des premiers durcissements du régime, la population s’oppose de plus en plus à la collaboration et les collaborateurs se sentent abandonnés par l'occupant. Plus tard, lors des bombardements alliés, l'occupant essayera de regagner la confiance des Belges.

## Libération et épuration
Le 3 septembre 1944, les premiers chars alliés arrivent à Bruxelles, la foule est immédiatement en délire. La joie fut pareille dans toutes les villes et tous les villages traversés par les Alliés. Mais ces scènes de joie ne masquent pas les règlements de comptes entre Belges. Les maisons de collaborateurs sont dévastées par des résistants (dont un certain nombre n’avait en fait jamais fait partie de la résistance auparavant) et les collaborateurs sont arrêtés ou tués.
Paul Struye, journaliste à La Libre Belgique, écrit : « Tout cela, qui survient sans transition, dans un tourbillon inespéré qui donne le vertige, est si émouvant, si prenant, si pathétique que nous nous demandons parfois en nous frottant les yeux si nous ne sommes pas dans l'irréel… ». Il transmettra vers Londres d’autres rapports sur l’événement : « De nombreux collaborateurs de l'occupant ont été abattus chez eux, en rue ou en pleine campagne. Des femmes figurent en assez grand nombre parmi eux. Il s'agit toujours, dit-on, de dénonciatrices qui auraient livré des réfractaires à l'occupant. Un « traître » a été trouvé dans un bois près d'Houffalize, pendu à l'aide de crochets de boucher plantés dans la gorge. ».
Malgré ces violences d’après-guerre, la joie de voir passer les libérateurs est bien réelle. Pour preuve, la déclaration de Winston Churchill à la Chambre des communes : « We have in Belgium a tumultuous welcome. ».